# Alfons López Tena
Alfons López Tena (Sagunt, País Valencià, 7 de desembre de 1957) és un jurista i polític valencià.
Llicenciat en Dret per la Universitat de València i notari des de 1983. Ha estat vocal del Consell General del Poder Judicial espanyol entre el 2001 i el 2008. Com a notari, ha exercit a Tàrrega (1983-1985), Xàtiva (1985-1988) i Barcelona (1988-1999). Va ésser fundador del Fòrum Notarial i Vicepresident del Fòrum Notarial de Catalunya fins al 1999. Va ésser militant de Convergència Democràtica de Catalunya des del 1989 fins al 2010, quan va fundar Solidaritat Catalana per la Independència. Anteriorment havia estat conseller nacional de Convergència Democràtica des del 1996 fins al seu nomenament com a vocal del Consell General del Poder Judicial espanyol a proposta de CiU. L'agost del 2007 va crear, amb Hèctor López Bofill, el Cercle d'Estudis Sobiranistes; en fou president.
Fou diputat del Parlament de Catalunya per Solidaritat per la Independència durant la novena legislatura de la Catalunya autonòmica.

## Biografia
El seu currículum en el món jurídic va començar com a notari de Tàrrega, Xàtiva i Barcelona. Fundador i directiu de la Subcomissió Jovenívola de l'Ateneu Mercantil i de la Falla King Kong. A la Facultat de Dret de València fundà la Junta Democràtica i del Consell de Forces Polítiques i Sindicals del País Valencià. També ha sigut fundador i directiu de Fòrum Notarial, la Societat Catalana d'Estudis Jurídics, pertanyent a l'Institut d'Estudis Catalans, i la Fundació Catalunya Oberta. President del Centre Comarcal de Cultura de l'Urgell.
Membre del Consell Social de la Facultat de Dret de la Universitat Ramon Llull-ESADE, d'Òmnium Cultural, del Grup Hayek, de Barcelona 2020, i del consell assessor d'Acció Cultural del País Valencià. Ha estat president de la Sectorial de Justícia, vicepresident de l'Agrupació d'Esquerra de l'Eixample, i conseller nacional de Convergència Democràtica de Catalunya. Forma part del Comitè Executiu de la International Organisation for Judicial Training, i ha constituït la Comissió de la Veritat per investigar els crims de la dictadura al País Valencià.

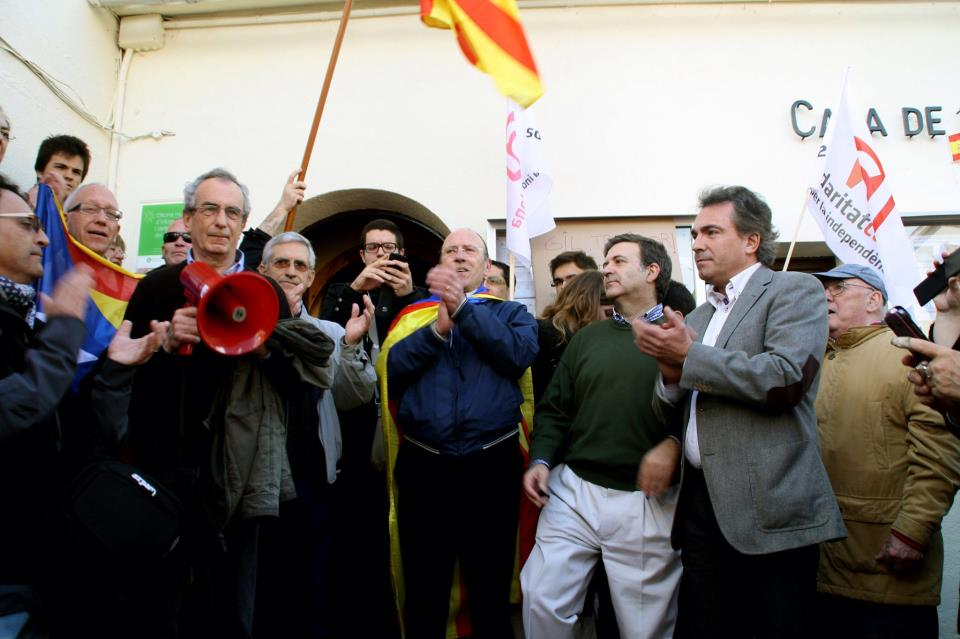
López Tena amb Santiago Espot (americana grisa), donant suport a Jordi Fornas (amb megàfon) a Gallifa. (30/3/2013)

Nomenat a proposta de CiU pel Congrés dels Diputats, vocal del Consell General del Poder Judicial, on s'integra en les Comissions d'Escola Judicial, Relacions Internacionals, Igualtat de Gènere, i de relacions amb el Ministeri de Justícia i les Comunitats Autònomes.
L'agost del 2007 va anunciar, juntament amb l'escriptor Hèctor López Bofill, llavors proper a ERC i posteriorment cap de llista de Solidaritat Catalana a Tarragona a les eleccions catalanes del 2010, la creació del Cercle d'Estudis Sobiranistes, un espai de debat per explorar els diversos aspectes del camí de Catalunya cap a la consecució d'un estat independent.
El juliol del 2010 va crear, juntament amb Joan Laporta i Uriel Bertran, el moviment Solidaritat Catalana per la Independència, que tenia previst presentar-se a les eleccions al Parlament de Catalunya previstes per a la tardor del 2010. En aquell moment va deixar d'ésser militant de Convergència Democràtica de Catalunya. A les eleccions primàries de Solidaritat Catalana per la Independència, celebrades el 4 de setembre de 2010, va ser escollit número dos en la llista per la circusmcripció de Barcelona, i el 28 de novembre fou elegit diputat.
En les eleccions al Parlament de Catalunya de 2012 Solidaritat va obtenir 42.821 vots, insuficients per obtenir cap escó en cap de les quatre circumscripcions. i en el segon congrés de la coalició, celebrat a Vic el 26 de gener de 2013 Alfons López Tena, que continuà a l'executiva deixà de ser el seu portaveu. El 21 de juny de 2015 va afirmar que es retirava de la política i va deixar de formar part com a adherit de Solidaritat Catalana per la Independència.

## Obra
És autor de nombroses publicacions i conferències sobre temes jurídics i ha escrit l'assaig Catalunya sota Espanya. L'opressió nacional en democràcia, on es replanteja la relació entre Catalunya i Espanya, a partir d'una formació jurídica, política i econòmica i del corpus teòric dels moviments d'alliberament nacional que han reeixit en processos d'independència al llarg dels segles XIX i XX.